# Piękna Helena (operetka)
Piękna Helena (fr. La belle Hélène) – operetka Jacques’a Offenbacha w trzech aktach. Libretto zostało napisane przez Henriego Meilhaca i Ludovica Halévy’ego. Prapremiera odbyła się w Théâtre des Variétés w Paryżu w dniu 17 grudnia 1864.

## Geneza
Operetka stanowi pastisz nadętych oper Giacomo Meyerbeera, podobnie jak Orfeusz w piekle, którego sukces zachęcił autora do kontynuacji tej koncepcji.

## Treść
Fabuła utworu osnuta jest wokół starogreckiego mitu o Helenie Trojańskiej. Akcja rozgrywa się w starożytnej Sparcie tuż przed wybuchem wojny trojańskiej.

### Osoby
Menelaus – król Sparty, młodszy brat Agamemnona i mąż Heleny
Piękna Helena – królowa Sparty, żona Menelausa
Agamemnon – król królów
Orestes – syn Agamemnona
Achilles – bohater grecki
Parys – królewicz trojańskim
Ajaks I, Ajaks II – królowie greccy
Kalchas – wróżbita
Filokomes – urzędnik Kalchasa
Bakhis – zausznica Heleny
Eutykles – kowal
Dziewczęta ze Sparty: Leonka i Partenis
Straż, niewolnicy, lud, książęta, płaczki i służebnice.

### Akt I
Helena opowiada Kalchasowi nowinę: Parys, za to, że wręczył bogini Wenus jabłko „dla najpiękniejszej”, ma otrzymać serce najpiękniejszej kobiety świata, a wiadomo, że najpiękniejsza jest właśnie Helena. Trochę obawia się niewierności małżeńskiej, jednak Menelaus jest zupełnie obojętny. Po jej odejściu nadchodzi Parys, opowiada swoją wersję tej historii i prosi, aby Kalchas zgodnie z rozkazem Wenus przedstawił go Helenie, nie zdradzając jednak od razu, kim jest. Helena bierze go za jednego z pasterzy startujących w konkursie na Święto Adonisa. Po konkursie Parys ujawnia swoją tożsamość. Kalchas, aby wesprzeć Parysa w realizacji woli bogini, wysyła Menelausa na Kretę.

### Akt II
Helena początkowo próbuje dotrzymać wierności mężowi, jednak przychodzi jej to coraz trudniej. Wreszcie daje się uwieść Parysowi, który nachodzi ją nocą przekonując, że to tylko sen. Nieoczekiwanie powraca z Krety Menelaus i robi karczemną awanturę przyłapanym kochankom. Opinia publiczna jest jednak przeciw niemu: dżentelmen powinien był uprzedzić żonę o wcześniejszym powrocie.

### Akt III
Na plaży spotykają się wszyscy bohaterowie i dyskutują o sprawie Heleny i Menelausa, która stała się głośna w całej Grecji. Helena zapiera się, że nie zdradziła męża. Aby rozstrzygnąć kwestię, Menelaus wzywa na pomoc Wielkiego Augura Wenus. Ten przybywa na okręcie i ogłasza, że bogini życzy sobie, aby Helena odbyła podróż morską na Kyterę. Gdy Helena wchodzi na pokład, okazuje się, że Wielkim Augurem Wenus był sam Parys w przebraniu. Parys odpływa krzycząc do pozostałego na brzegu Menelausa: Porwałem ci małżonkę, Menelausie! Podstęp udał się!

## Piękna Helenaw Polsce

### Przekład
Libretto na język polski przełożyli m.in. Jan Chęciński, Krzysztof Czeczot, Marian Hemar, Janusz Minkiewicz i Wojciech Stamm.

### Inscenizacje (wybór)
Premiera polska odbyła się w Warszawie 24 czerwca 1869 Następnie wystawiano Piękną Helenę m.in. w:
- Teatrze Miejskim w Bydgoszczy (1931, reż. Mieczysław Dowmunt)
- Teatrze Letnim w Warszawie (1934, reż. Marian Hemar)
- Teatrze Komedii Muzycznej "Lutnia" w Łodzi (1948, reż. Witold Rychter)
- Teatrze Muzycznym w Lublinie (1949, reż. Kazimierz Dembowski)
- Operetce Dolnośląskiej we Wrocławiu (1956, reż. Bronisław Broński)
- Operetce Warszawskiej (1957, reż. Janusz Strachocki)
- Teatrze Satyry w Poznaniu (1957, reż. Janusz Kulczyński)
- Teatrze Muzycznym w Gdyni (1962, reż. Tadeusz Bursztynowicz)
- Operetce w Łodzi (1965, reż. Danuta Baduszkowa)
- Operetce Poznańskiej (1972, reż. Stanisław Olejniczak)
- Operze na Zamku w Szczecinie (2009, reż. Norbert Rakowski)
- Operze Śląskiej (2010, reż. Maciej Wojtyszko)
- Operze Krakowskiej (2015, reż. Rudolf Zioło)

W roli Heleny wystąpiły m.in. polskie artystki: Beata Artemska, Barbara Bargiełowska, Wiktoria Kawecka, Aleksandra Lüde, Lucyna Messal, Maria Modzelewska, Anna Moffo, Sabina Olbrich-Szafraniec, Elżbieta Ryl-Górska i Irena Sznebelin.

### Spektakl telewizyjny
W 1965 r. w Teatrze Telewizji wyemitowano spektakl pt. Piękna Helena w reżyserii Jerzego Gruzy. W roli głównej wystąpiła Kalina Jędrusik.